# Owo
Owo este un oraș din statul Ondo, Nigeria. Zona orașului are o populație de 222,262 de oameni bazându-ne pe un census din 2006.